# Награда Еми за најбољу главну глумицу у хумористичкој серији
Награда Еми за најбољу главну глумицу у хумористичкој серији (енгл. Primetime Emmy Award for Outstanding Lead Actress in a Comedy Series)  једна је од награда Еми за ударне термине.

### 1950-е
1954.
- Ив Арден - Наша госпођица Брукс

1955.
- Лорета Јанг - Шоу Лорете Јанг

1956.
- Лусил Бол - Волим Луси

1957.
- Нанет Фабреј - Сизаров сат

1958.
- Џејн Вајат - Отац зна најбоље

1959.
- Џејн Вајат - Отац зна најбоље

### 1960-е
1960.
- Џејн Вајат - Отац зна најбоље

1961.
- Барбара Стенвик - Шоу Барбаре Стенвик

1962.
- Ширли Бут - Хејзел

1963.
- Ширли Бут - Хејзел

1964.
- Мери Тајлер Мур - Шоу Дика ван Дајка

1966.
- Мери Тајлер Мур - Шоу Дика ван Дајка

1967.
- Лусил Бол - Лусин шоу

1968.
- Лусил Бол - Лусин шоу

1969.
- Хоуп Ланг - Дух и госпођа Мјур

### 1970-е
1970.
- Хоуп Ланг - Дух и госпођа Мјур

1971.
- Џин Стејплтон - Све у породици

1972.
- Џин Стејплтон - Све у породици

1973.
- Мери Тајлер Мур - Шоу Мери Тајлер Мур

1984.
- Мери Тајлер Мур - Шоу Мери Тајлер Мур

1975.
- Валери Харпер - Рода

1976.
- Мери Тајлер Мур - Шоу Мери Тајлер Мур

1977.
- Беа Артур - Мод

1978.
- Џин Стејплтон - Све у породици

1979.
- Рут Гордон - Такси

### 1980-е
1980.
- Кетрин Дејмон - Сапуница

1981.
- Изабел Санфрод - Џеферсонови

1982.
- Керол Кејн - Такси

1983.
- Шели Лонг - Кафић Уздравље

1984.
- Џејн Кертин - Кејти и Али

1985.
- Џејн Кертин - Кејти и Али

1986.
- Бети Вајт - Златне девојке

1987.
- Ру Макланахан - Златне девојке

1988.
- Беа Артур - Златне девојке

1989.
- Кендис Берген - Марфи Браун

### 1990-е
1990.
- Кендис Берген - Марфи Браун

1991.
- Керсти Али - Кафић Уздравље

1992.
- Кендис Берген - Марфи Браун

1993.
- Розен Бар - Розен

1994.
- Кендис Берген - Марфи Браун

1995.
- Кендис Берген - Марфи Браун

1996.
- Хелен Хант - Лудо заљубљени]

1997.
- Хелен Хант - Лудо заљубљени]

1998.
- Хелен Хант - Лудо заљубљени]

1999.
- Хелен Хант - Лудо заљубљени]

### 2000-е
2000.
- Патриша Хитон - Сви воле Рејмонда
- Џена Елфман - Дарма и Грег
- Џејн Казмарек - Малколм у средини
- Дебра Месинг - Вил и Грејс
- Сара Џесика Паркер - Секс и град

2001.
- Патриша Хитон - Сви воле Рејмонда
- Калиста Флокхарт - Али Мекбил
- Џејн Казмарек - Малколм у средини
- Дебра Месинг - Вил и Грејс
- Сара Џесика Паркер - Секс и град

2002.
- Џенифер Анистон - Пријатељи
- Патриша Хитон - Сви воле Рејмонда
- Џејн Казмарек - Малколм у средини
- Дебра Месинг - Вил и Грејс
- Сара Џесика Паркер - Секс и град

2003.
- Дебра Месинг - Вил и Грејс
- Џенифер Анистон - Пријатељи
- Патриша Хитон - Сви воле Рејмонда
- Џејн Казмарек - Малколм у средини
- Сара Џесика Паркер - Секс и град

2004.
- Сара Џесика Паркер - Секс и град
- Џенифер Анистон - Пријатељи
- Патриша Хитон - Сви воле Рејмонда
- Бони Хант - Живот са Бони
- Џејн Казмарек - Малколм у средини

2005.
- Фелисити Хафман - Очајне домаћице
- Марша Крос - Очајне домаћице
- Тери Хачер - Очајне домаћице
- Патриша Хитон - Сви воле Рејмонда
- Џејн Казмарек - Малколм у средини

2006.
- Џулија Луј-Драјфус - Нове авантуре старе Кристине
- Стокард Ченинг - Изван праксе
- Џејн Казмарек - Малколм у средини
- Лиса Кудроу - Поновно славна
- Дебра Месинг - Вил и Грејс

2007.
- Америка Ферера - Ружна Бети
- Тина Феј - Телевизијска посла
- Фелисити Хафман - Очајне домаћице
- Џулија Луј-Драјфус - Нове авантуре старе Кристине
- Мери-Луиза Паркер - Трава

2008.
- Тина Феј - Телевизијска посла
- Кристина Еплгејт - Ко је Саманта?
- Америка Ферера - Ружна Бети
- Џулија Луј-Драјфус - Нове авантуре старе Кристине
- Мери-Луиза Паркер - Трава

2009.
- Тони Колет - Уједињене Државе Таре
- Кристина Еплгејт - Ко је Саманта?
- Тина Феј - Телевизијска посла
- Џулија Луј-Драјфус - Нове авантуре старе Кристине
- Мери-Луиза Паркер - Трава
- Сара Силверман - Програм Саре Силверман

### 2010-е
2010.
- Иди Фалко - Сестра Џеки
- Тони Колет - Уједињене Државе Таре
- Тина Феј - Телевизијска посла
- Џулија Луј-Драјфус - Нове авантуре старе Кристине
- Леа Мишел - Гли
- Ејми Полер - Паркови и рекреација

2011.
- Мелиса Макарти - Мајк и Моли
- Иди Фалко - Сестра Џеки
- Тина Феј - Телевизијска посла
- Лора Лини - На слово, на слово Р
- Марта Плимптон - Васпитање за почетнике
- Ејми Полер - Паркови и рекреација

2012.
- Џулија Луј-Драјфус - Потпредседница
- Зои Дешанел - Нова девојка
- Лина Данам - Девојке
- Иди Фалко - Сестра Џеки
- Тина Феј - Телевизијска посла
- Мелиса Макарти - Мајк и Моли
- Ејми Полер - Паркови и рекреација

2013.
- Џулија Луј-Драјфус - Потпредседница
- Лора Дерн - Просветљена
- Лина Данам - Девојке
- Иди Фалко - Сестра Џеки
- Тина Феј - Телевизијска посла
- Ејми Полер - Паркови и рекреација

2014.
- Џулија Луј-Драјфус - Потпредседница
- Лина Данам - Девојке
- Иди Фалко - Сестра Џеки
- Мелиса Макарти - Мајк и Моли
- Ејми Полер - Паркови и рекреација
- Тејлор Шилинг - Наранџаста је нова црна

2015.
- Џулија Луј-Драјфус - Потпредседница
- Иди Фалко - Сестра Џеки
- Лиса Кудроу - Поновно славна
- Ејми Полер - Паркови и рекреација
- Ејми Шумер - У глави Ејми Шумер
- Лили Томлин - Грејс и Френки

2016.
- Џулија Луј-Драјфус - Потпредседница
- Ели Кемпер - Неуништива Кими Шмит
- Лори Меткалф - Идемо даље
- Трејси Елис Рос - Црнкасти
- Ејми Шумер - У глави Ејми Шумер
- Лили Томлин - Грејс и Френки

2017.
- Џулија Луј-Драјфус - Потпредседница
- Памела Адлон - Боље ствари
- Џејн Фонда - Грејс и Френки
- Алисон Џени - Мама
- Ели Кемпер - Неуништива Кими Шмит
- Трејси Елис Рос - Црнкасти
- Лили Томлин - Грејс и Френки

2018.
- Рејчел Брознахан - Величанствена госпођа Мејзел
- Памела Адлон - Боље ствари
- Алисон Џени - Мама
- Иса Реј - Несигурна
- Трејси Елис Рос - Црнкасти
- Лили Томлин - Грејс и Френки

2019.
- Фиби Волер-Бриџ - Бувара
- Кристина Еплгејт - Мртав за мене
- Рејчел Брознахан - Величанствена госпођа Мејзел
- Џулија Луј-Драјфус - Потпредседница
- Наташа Лион - Бабушка
- Кетрин О’Хара - Добродошли у Шитс Крик

### 2020-е
2020.
- Кетрин О’Хара - Добродошли у Шитс Крик
- Кристина Еплгејт - Мртав за мене
- Рејчел Брознахан - Величанствена госпођа Мејзел
- Линда Карделини - Мртав за мене
- Иса Реј - Несигурна
- Трејси Елис Рос - Црнкасти

2021.
- Џин Смарт - Комичари
- Ејди Брајант - Shrill
- Кејли Квоко - Стјуардеса
- Алисон Џени - Мама
- Трејси Елис Рос - Црнкасти

2022.
- Џин Смарт - Комичари
- Рејчел Брознахан - Величанствена госпођа Мејзел
- Квинта Брансон - Основна школа Абот
- Кејли Квоко - Стјуардеса
- Ел Фанинг - Велика
- Иса Реј - Несигурна

2023.
- Квинта Брансон - Основна школа Абот
- Кристина Еплгејт - Мртав за мене
- Рејчел Брознахан - Величанствена госпођа Мејзел
- Наташа Лион - Poker Face
- Џена Ортега - Среда